# الحسین بن جمیل
الحسین بن جمیل (عربی: الحسين بن جميل) فرمانروای مصر در دوران خلافت عباسی بود.